# جورج تومسون (سياسي بريطاني)
جورج تومسون (بالإنجليزية: George Thompson)‏ هو سياسي بريطاني، ولد في 11 سبتمبر 1928، وتوفي في 23 ديسمبر 2016. حزبياً، نشط في الحزب القومي الاسكتلندي. في الانتخابات العامة في المملكة المتحدة أكتوبر 1974 ‏، انتخب عضو البرلمان السابع والأربعون للمملكة المتحدة عن دائرة Galloway (UK Parliament constituency) ‏ خلال فترته النيابية ‏ (10 أكتوبر 1974 – 7 أبريل 1979).